# 邓州 (隋朝)
邓州，中国隋朝时设置的一个州。
开皇七年（587年）改荆州为邓州，治所在穰县（今河南省邓州市）。唐朝乾元时，全国废郡，改南阳郡为邓州。户四万三千五十五，口十六万五千二百五十七。下辖六县：穰县、南阳县、向城县、临湍县、内乡县、菊潭县。辖境相当今河南省伏牛山以南的丹江、白河、湍河流域等地。
五代十国后汉时，临湍县改临濑县，北宋初年废县。北宋末的崇宁年间，户一十一万四千一百二十七，口二十九万七千五百五十。下辖五县：穰县、南阳县、内乡县、顺阳县、淅川县。因邓州位于南北交通要道，是防守荆州、襄州的要地。南宋时，南宋与金国争夺激烈。
明朝洪武二年（1369年）二月，省穰县入邓州。十三年（1380年）十一月复置穰县。十四年（1381年）五月，复省穰县入邓州，穰县自此不再设。州领3县：新野县、内乡县、淅川县。清朝时，邓州仍属河南布政使司南阳府。雍正后，为散州不领县。1913年，邓州改为邓县。
| 唐朝邓州辖县 | 唐朝邓州辖县                                                                           |
| ------------ | -------------------------------------------------------------------------------------- |
| 619年        | 穰县、冠军县、课阳县、南阳县、新野县（新城县改属郦州）                                 |
| 620年        | 穰县、冠军县、课阳县（南阳县改属宛州，新野县改属新州，增顺阳县）                       |
| 621年        | 穰县、冠军县、课阳县、顺阳县（新野县来属，增平晋县）                                   |
| 623年        | 穰县、冠军县、课阳县、新野县（废除顺阳县、平晋县）                                     |
| 625年        | 穰县、冠军县、课阳县、新野县（南阳县、新城县来属）                                     |
| 627年        | 穰县、新野县、南阳县、新城县（废除冠军县、课阳县）                                     |
| 629年        | 穰县、新野县、南阳县、新城县                                                           |
| 634年        | 穰县、新野县、南阳县、新城县（内乡县来属）                                             |
| 635年        | 穰县、新野县、南阳县、新城县、内乡县（向城县来属）                                     |
| 696年        | 穰县、新野县、南阳县、新城县、内乡县、向城县（增淅阳县）                               |
| 698年        | 穰县、新野县、南阳县（改为武台县）、新城县、向城县（改为武清县）、内乡县（废除淅阳县） |
| 705年        | 穰县、新野县、武台县（改为南阳县）、新城县、武清县（改为向城县）、内乡县               |
| 736年        | 穰县、新野县、南阳县、新城县、向城县、内乡县（增菊潭县）                               |
| 742年        | 穰县、新野县、南阳县、新城县（改为临湍县）、向城县、内乡县、菊潭县                     |
| 758年        | 穰县、南阳县、临湍县、向城县、内乡县、菊潭县（废新野县）                               |

## 历任长官
唐朝邓州刺史
- 吕子臧（618年）
- 雷四郎（620年）
- 子刚（620年，王世充任命）
- 陈君宾（627年—628年）
- 李凤（636年—644年）
- 李元裕（637年）
- 张玄素（贞观末年）
- 李元祥（655年—664年）
- 颜振（唐高宗时）
- 王德本（唐高宗时）
- 赵崇道（唐高宗时）
- 赵崇孝（唐高宗时）
- 郭处範（唐高宗时）
- 杨守柔（唐高宗时）
- 杨承绪（唐高宗、武后时）
- 张绩（唐高宗、武后时）
- 皇甫文亮（687年，未任）
- 辛义同（武后时）
- 高斌（武后时）
- 杨亮（唐中宗时）
- 崔先意（唐中宗时）
- 李绛（唐中宗、唐睿宗时）
- 裴惓（唐睿宗时）
- 姚彝（开元初年）
- 薛儆（开元初年）
- 李撝（717年）
- 封无待（720年）
- 杨慎交（722年）
- 何敬之（开元年间）
- 李成裕（开元年间）
- 裴参玄（开元年间）
- 王琚（开元末年）
- 李思顺（开元年间）
- 南阳郡太守（742年—758年）
- 鲁炅（758年—759年）
- 李长（759年—761年）
- 来瑱（762年）
- 李进超（大历年间）
- 刘问（大历年间）
- 姚憺（大历年间）
- 崔温之（大历年间）
- 蔺杲（781年）
- 王某（786年—789年）
- 许仲容（贞元前期）
- 张莒（贞元前期）
- 阎涉（贞元前期）
- 崔适（796年，未任）
- 元洪（800年）
- 周澈（贞元年间）
- 杨同逊（贞元年间）
- 梁崇嗣（贞元年间）
- 潘某（贞元、元和年间）
- 崔咏（810年）
- 张正甫（810年—812年）
- 浑镐（812年—813年）
- 王遂（814年）
- 李愬（816年—817年）
- 陆亘（818年）
- 刘础（820年）
- 浑鐬（821年）
- 李彤（长庆年间）
- 狄兼谟（宝历年间）
- 王堪（837年）
- 周某（会昌年间）
- 薛淙（851年）
- 苏庄（852年）
- 孟璲（大中年间）
- 李回（大中年间，未任）
- 薛弘宗（855年）
- 魏镳（859年）
- 郑諴（865年—867年）
- 赵戎（881年）
- 国湘（898年）
- 刘钦忠
- 李筌
- 薛晃

五代邓州刺史（武胜军节度使）
- 李思安（909年－ 910年）
- 孔勍（910年）
- 王檀（912年－ 913年）
- 寇彦卿（915年－ 918年）
- 戴思远（923年）
- 李绍钦（925年－ 926年）
- 刘仲殷（926年）
- 陶玘（926年－ 927年）
- 高行珪（927年－ 928年）
- 卢文进（928年－ 930年）
- 史敬镕（930年）
- 梁汉永（930年－ 932年）
- 张万进（932年－ 934年）
- 皇甫遇（934年－ 936年）
- 李从璋（936年－ 937年）
- 杨彦询（937年－ 940年）
- 安审晖（940年－ 942年）
- 宋彦筠（942年－ 943年）
- 何建（943年－ 944年）
- 王令温（944年）
- 石赟（944年－ 945年）
- 宋彦筠（945年－ 946年）
- 刘景岩（946年）
- 冯道（946年）
- 王周（947年）
- 刘重进（947年－ 950年）
- 折从阮（950年－ 951年）
- 张彦成（951年－ 953年）
- 侯章（953年－ 955年）
- 王令温（955年－ 956年）
- 侯章（956年－ 957年）
- 刘重进（957年－ 958年）
- 宋延渥（宋偓）（958年－ 960年）

北宋知邓州
- 宋偓（960年）
- 张永德（960年－964年）
- 祁廷训（964年）
- 张永德（964年－967年）
- 祁廷训（967年）
- 张永德（967年－977年）
- 高怀德（982年）
- 赵普（983年－986年）
- 钱俶（987年－988年）
- 赵延进（989年－992年）
- 苏易简（995年）
- 寇准（996年－998年）
- 姚坦
- 张雍（1007年－1008年）
- 张知白（1008年－1010年）
- 刘筠
- 陈尧咨（1015年－1016年）
- 任布（1018年）
- 夏竦（1019年）
- 黄昭益（1020年－1021年）
- 王世昌（1022年）
- 寇瑊（1023年－1024年）
- 张师德
- 曹利用（1029年）
- 赵贺（1033年－1034年）
- 焦守节
- 燕肃（1037年）
- 谢绛（1039年）
- 柳植（1041年－1043年）
- 杜曾（1043年）
- 张昪（1044年）
- 孙甫（1045年）
- 范仲淹（1045年－1049年）
- 张友直（1049年）
- 刘元瑜（1057年－1058年）
- 马寻
- 施昌言（1058年－1060年）
- 王琪（1060年－1061年）
- 李兑（1061年－1064年）
- 郭申锡（1065年－1066年）
- 钱公辅（1067年）
- 孙思恭（1068年－1069年）
- 吕诲（1069年－1070年）
- 赵瞻（1070年）
- 谢景温（1071年）
- 韩绛（1071年－1072年）
- 李璋（1072年）
- 谢景温（1073年）
- 陈绎（1073年－1074年）
- 张焘（1074年）
- 滕甫（1075年）
- 刘忱（1075年－1077年）
- 张蒭（1077年－1078年）
- 李复圭（1079年）
- 钱藻（1080年）
- 贾昌衡（1082年）
- 刘忱（1084年）
- 贾昌衡（1084年－1085年）
- 邓绾（1085年－1086年）
- 曾孝宽（1086年）
- 陈安石（1086年－1087年）
- 韩维（1088年）
- 蔡确（1088年－1089年）
- 李常（1089年）
- 曾肇（1089年－1090年）
- 杜紘
- 陆佃（1090年－1092年）
- 黄履（1092年）
- 谢景温（1092年－1095年）
- 范纯粹（1096年）
- 杜紘（1097年）
- 宇文昌龄（1098年－1099年）
- 邵䶵（1099年－1100年）
- 王说（1100年）
- 郭知章（1100年）
- 盛次中（1101年）
- 贾易（1101年－1102年）
- 林颜
- 吕仲甫（1103年）
- 吴安宪
- 石豫
- 向宗贤（1106年－1108年）
- 张茂直（1115年－1116年）
- 李夔（1110年－1111年）
- 许光凝（1111年－1113年）
- 贾炎（1115年－1116年）
- 赵鼎臣（1117年－1118年）
- 许份（1118年－1121年）
- 范致虚
- 崔彪
- 王师状
- 范致虚（1122年－1123年）
- 葛胜仲（1124年－1125年）
- 范致虚（1125年）
- 张叔夜（1126年）